# Cérémonie du café

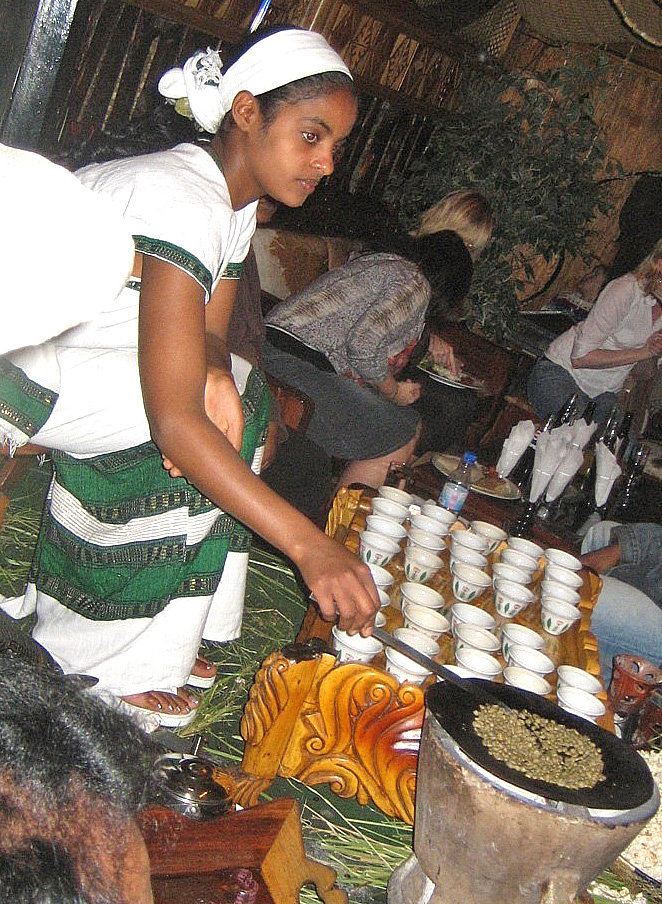
Une femme éthiopienne torréfiant du café lors d'une cérémonie traditionnelle.

La cérémonie du café (en amharique jebena buna) est une forme ritualisée de préparation et de dégustation du café. La cérémonie du café est l'un des éléments notoires de la culture éthiopienne ainsi que de la culture érythréenne. Le café est souvent offert aux invités, servi à l'occasion d'une fête, ou consommé au quotidien. Si le café est refusé par l'hôte, un thé (shai) peut lui être servi. 

## Préparation

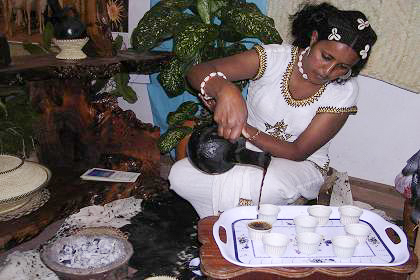
Une femme érythréenne servant le café contenu dans un jebena.

La cérémonie, considérée comme un honneur, est généralement conduite par la maîtresse de maison. 
Au préalable, les grains de café sont lavés, triés, puis torréfiés dans une casserole, posée sur le feu,  juste avant d’être pilés dans un mortier en bois et tamisés plusieurs fois. Le café est ensuite versé dans un récipient, la jebena, contenant de l’eau, puis porté à ébullition sur un foyer au charbon de bois et y reste jusqu'à ce que de la fumée s'échappe de son bec,. Puis, la jebena est retiré du feu et placé sur la maskamatcha, un petit rond qui la maintient en place. De plus, du crin de cheval est placé dans le bec de la verseuse pour filtrer la boisson lors du service.

## Service

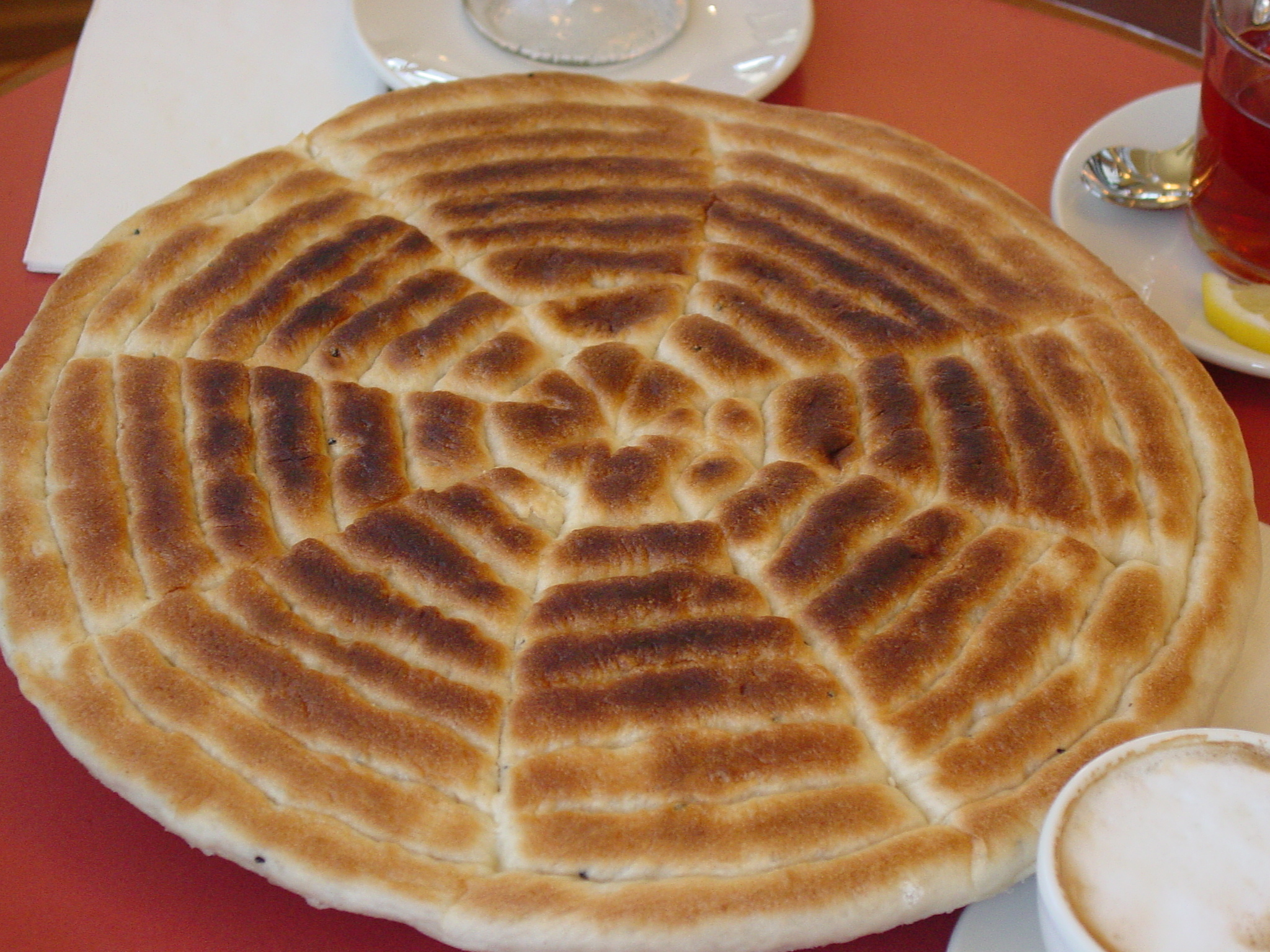
Un ambasha est parfois servi avec le café au cours de la cérémonie.

L'hôte sert le café à tous les invités en inclinant le jebena, environ trente centimètres au-dessus d'un plateau où sont disposées de petites tasses sans anse. Le café qui en sort est noir et très amer. On peut donc y ajouter du sucre (généralement une grosse cuillerée). On peut également y ajouter du sel ou du beurre (niter kibbeh) dans les régions rurales, ainsi que des épices comme le clou de girofle, la cannelle, le gingembre ou la cardamome.  
Le café moulu est infusé à trois reprises par superstition, pour, dit-on, porter chance,, :
- la première infusion se nomme awel en Tigrinya (ou arbol) . Elle est supposée être à la fois la plus corsée et la meilleure. C'est un café léger mais riche en saveur, au goût à la fois terreux et huileux.
- la deuxième kale i (ou tona), est faite avec le reste des grains utilisés pour la première et donc elle est légèrement moins forte.
- la troisième baraka (ou bereka), est celui qu'on prend avant de quitter la table.

La cérémonie du café peut également inclure la combustion de divers encens. Une petite collation comportant des grains d’orge grillés, du maïs, des cacahuètes, du pop-corn ou un himbasha (pain traditionnel) peut être proposée à l'occasion de la cérémonie,,.